# Scano di Montiferro
Scano di Montiferro település Olaszországban, Szardínia régióban, Oristano megyében. Lakosainak száma 1409 fő (2023. január 1.). Scano di Montiferro Cuglieri, Flussio, Macomer, Sagama, Santu Lussurgiu, Sennariolo, Sindia és Borore községekkel határos.

## Népesség
A település lakossága az elmúlt években az alábbi módon változott:
| Lakosok száma | 1516 | 1493 | 1409 |
|               | 2017 | 2018 | 2023 |